# Palmo (Einheit)
Der Palmo war ein Längenmaß. Durch seine Verbreitung war er ein italienisches, spanisches und portugiesisches Maß. Lateinisch palmus (‚Handfläche‘) heißt ‚handbreit‘, bei den Römern war das ¼ pes (Fuß), also 7 ½ cm, ein recht kleines Maß. Je nach Land war der Palmo in der mittleren Neuzeit dann eher der Spanne (gut 20 cm) oder dem Fuß (um 30 cm) gleichzusetzen. Auch wurde aus dem Palmo ein Flächenmaß und ein Volumenmaß abgeleitet.

## Italien
Rom
Im Kirchenstaat Rom unterschied man drei verschiedene Bezeichnungen.
Es gab den Palmo mercantile oder Handelspalmo, den Palmo architettonico oder Baupalmo und Palmo d’ara, den Altarpalmo. Letzterer wurde auch mit Heiliger Palmo oder Palmo sacro bezeichnet.
Die Maße waren entsprechend abweichend.
- 1 Palmo mercantile oder Handelspalmo = 110,4157 Pariser Linien = 0,249079 Meter
- 1 Palmo architettonico oder Baupalmo = 98,9393 Pariser Linien = 0,22319 Meter
- 1 Palmo d’ara, der Altarpalmo = 55,412 Pariser Linien = 0,125 Meter

Carrara
- 1 Palmo = 108 Pariser Linien = 245 Millimeter

Korsika
- 1 Palmo = 110,9 Pariser Linien = 250 Millimeter

Genua
- 1 Palmo = 110 ¾ Pariser Linien = 250 Millimeter
- 1 Canna = 10 Palmi, gelegentlich auch 8 oder 12

Neapel
Hier galt das Maß ab 1840
- 1 Palmo = 117,274 Pariser Linien = 10 Decime = 100 Centesime (alt 12 Once = 60 Minuti = 120 Punti)
- 1 Palmo =  116,866 Pariser Linien = 263 Millimeter (= 263,63 Millimeter)
- 1 Canna = 8 Palmi

Abweichend waren auch für eine Canna
- 7 ⅔ Palmi in Cava, Rocca, Salerno, Nocera und Caggiano
- 7 Palmi in Kalabrien, Eboli, Foggia, Lucera und Cavignolo
- 7 1/5 Palmi in Capua
- 7 ½ Palmi in Fiano möglich.

Bei der Verwendung als Feld- und Ackermaß wurde der Palmo zum Geviert-Palmo (Flächenmaß).
- 1 Geviert-Palmo = 94 7/9 Pariser Geviert-Zoll
- 7 Geviert-Palmi = 1 Geviert-Passo in Apulien
- 70 Geviert-Palmi = 1 Cantana
- 420 Geviert-Palmi = 1 Versura
- 8400 Geviert-Palmi = 1 Caro

Pisa
- 1 Palmo = 132,3 Pariser Linien = 298 Millimeter

Nizza
- 1 Palmo = 117,3 Pariser Linien = 264 Millimeter (1 Palmo = 0,265 Meter)

Sardinien
- 1 Palmo = 110 1/10 Pariser Linien (Entsprach dem römischen Handelspalmo)

Sizilien
- 1 Palmo = 117 Pariser Linien = 263 Millimeter (Messina)
- 1 Palmo = 107 ⅝ Pariser Linien = 243 Millimeter (Palermo)
- 1 Canna = 8 Palmi

## Spanien
Hier waren verschiedene Palmi verbreitet. Bei den sogenannten castilianischen Palmi unterschied man zwei verschiedene Palmo, der kleine und der große Palmo und diese standen im Verhältnis 3 kleine = 1 großer.
- 1 kleiner Palmo = 31 ⅓ Pariser Linien = 68 Millimeter
- 4 kleine Palmi = 1 Pies
- 6 kleine Palmi = 1 Codo
- 12 kleine Palmi = 1 Vara
- 20 kleine Palmi = 1 Passo
- 24 kleine Palmi = 1 Estado

Katalanischer Palmo
Abweichend gab es den katalanischen Pam (Palmo), der in Barcelona galt.
- 1 Pam = 4 Quartos = 87 5/6 Pariser Linien = 182 Millimeter
- 8 Pams = 1 Cana

Valencianischer Palmo
Es gab auch den valencianischen Palmo.
- 1 Palmo = 16 Quartos = 101 4/5 Pariser Linien = 229,5 Millimeter
- 4 Palmi = 1 Vara
- 180 Palmi = 1 Braza
- 360 Palmi = 1 Cuerda

Valencia
- 1 großer Palmo/Palmo major = 9 Pollegadas = 3 kleine Palmos/Palmo menor/Palmo ribeira[1][2]
- 1 Vara = 4 Palmo = 402,069 Pariser Linien = 0,907 Meter

Als Volumenmaß war der Palmo cubo, Kubik. Palmo, für Bau und Nutzholz auf Malta und Gozzo in Anwendung.
- 1 Tratto = 12 Palmo cubo
- 1 Palmo = 17,193 Liter[4]

Mallorquinischer Palmo
Der mallorquinische Palmo war in Anwendung auf den Balearen.

## Brasilien und Portugal
- 1 Palmo = 96,37 Pariser Linien = 218 Millimeter
- 3 Palmi = 1 Covado (die kleine Elle)
- 5 Palmi = 1 Vara
- 10 Palmi = 1 Braca

In Portugal gab es auch den Normal-Palmo, der mit  Palmo de craveiro bezeichnet wurde. Dieser war
- 1  Palmo de craveiro = 8 Pollegadas = 97,27 Pariser Linien = 220 Millimeter

Etwas größer war der Palmo de craveiro avantejado oder Palmo gutes Maß mit 8 ¼ Pollegadas entsprach, 0,68062 Meter.
Zur Bestimmung des Flüssigkeitsmaßes und das Maß für trockene Waren bei Schiffsfrachten in den Kolonien war es der Palmo da junta mit 10 Pollegadas; benannt nach der Handelsgesellschaft aus dem Jahr 1756, der Handelskooperation (Junta do commercio).
In Lissabon waren es nur 0,218588 Meter.